# جامع الاسرار و منبع الانوار
جامع الاسرار و منبع الانوار کتابی است از عارف شیعه قرن هشتم میر حیدر آملی پیرامون تدوین دیدگاه‌های شیعه و اهل تصوف که به اعتقاد او مشترکات فراوانی دارند.

## ساختار کتاب
شامل ۳ اصل و هر اصل، شامل ۴ قاعده‌است:
1. اصل اول: در باب توحید و اقسام آن (که بزرگ‌ترین اصل است). ۴ قاعده آن عبارت است از:
۱- بیان فضیلت توحید 
۲- تعریف توحید.
۳- تقسیم توحید.
۴- چگونگی توحید.
2. اصل دوم: تحلیل حقیقت توحید (با تکیه به آیات قرآن و احادیث پیامبر و روایات ولایی و سخنان مشایخ). ۴ قاعده آن عبارت است از:
۱- کلام الله
۲- کلام انبیاء
۳- کلام اولیاء‌الله
۴- گفتار مشایخ عرفان.
3. اصل سوم: در باب توابع و لواحق اسرار شریعت‌های الهی. تمام قواعد این اصل سوم، بر چهار مفهوم بنیادین عرفان شیعه است:

قاعده ۱: بیان شریعت، طریقت، حقیقت.
قاعده ۲: اسرار نبوت، رسالت و ولایت که خود، مشتمل بر ۲ بحث است.
قاعده ۳: بحث وحی و الهام و کشف، تفاوت علوم کسبی و علوم ارثی و کیفیت تحصیل علوم رسمی و علوم حقیقی.
قاعده ۴: در بیان اسلام و ایمان و یقین. مؤلف در موارد متعددی در این کتاب، آراء دیگران را بدون تصرف، نقل و سپس آن‌را نقد و بررسی کرده است.

نسخه‌های خطی گوناگونی از این کتاب موجود است که حاکی از توجه بدان در دوره‌های مختلف است.
کتاب به تصحیح «عثمان اسماعیل یحیی» و «هانری کربن» و با مقدمه‌ای از هر کدام از این‌ها، به انضمام کتاب‌شناسی آثار سید حیدر آملی که «عثمان یحیی» تنظیم کرده، سال ۱۳۴۷ چاپ و سال ۱۳۶۸ شمسی تجدید چاپ شد.